# 法清寺 (大阪市)

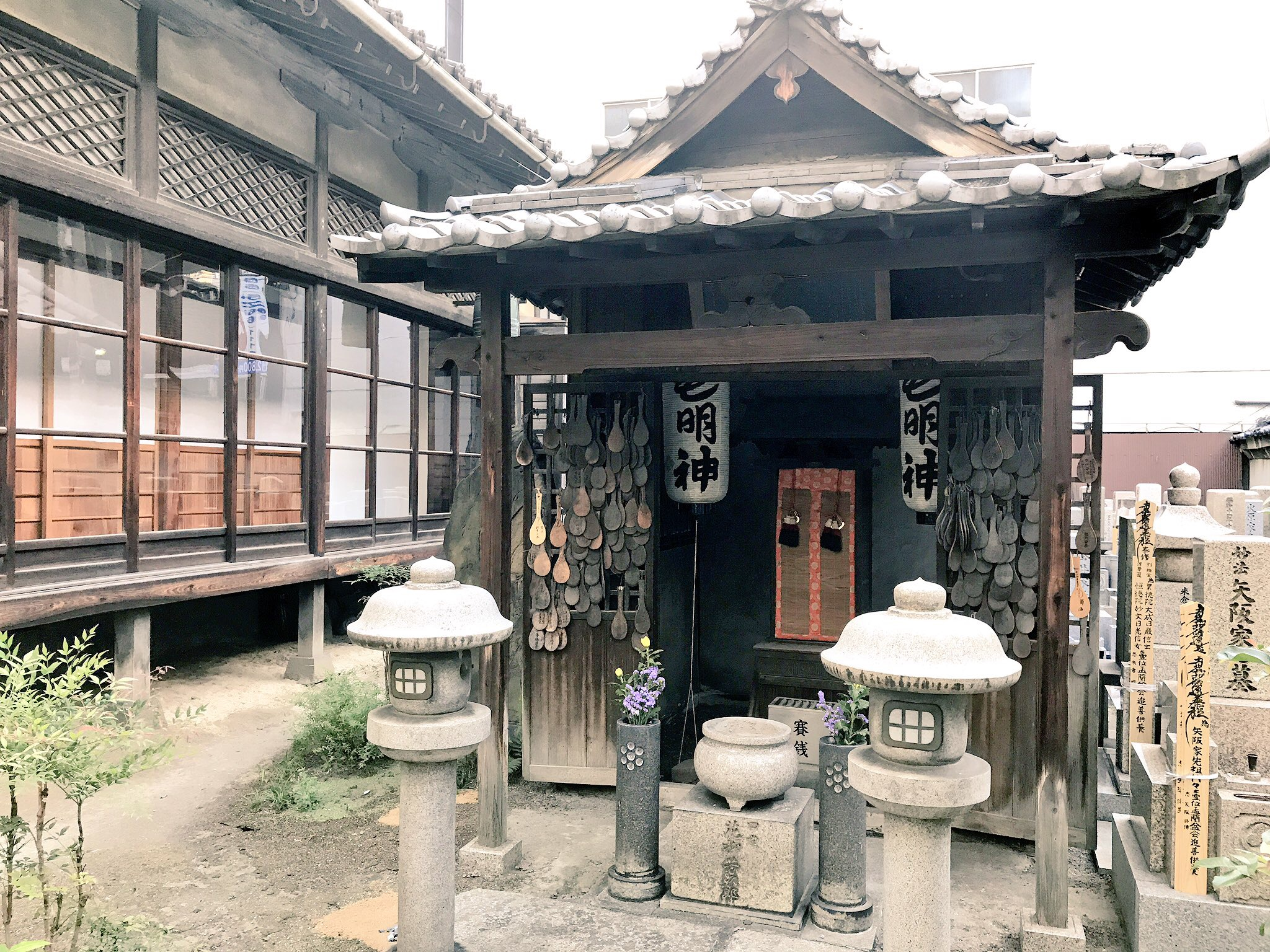
かしくの墓

法清寺（ほうせいじ）は、大阪府大阪市北区曾根崎に位置する日蓮宗の寺院である。山号は光智山。旧本山は京都本満寺、莚師法縁(隆源会)。通称はかしく寺。

## 歴史
創建は不明。1911年（明治44年）に再建された伽藍は戦災をまぬがれ現存している。
境内には江戸時代中期の遊女・かしくの墓所がある。
遊女かしくは大坂堂島蔵屋敷のとある侍に身請けされ、老松町に住んだ。座敷に出ていた時分から酒癖が悪かったが、堅気になっても酒乱は治らず、1749年（寛延2年）、兄に酒をやめるように意見されて逆上し、包丁で刺殺。捕縛されたかしくは死罪を申し渡され、大阪市中を引き回されたうえ、千日前で処刑された。なお、引き回しの直前、牢役人に最期の願いとして油揚げを所望し、その油で乱れた髪をなでつけてから裸馬に乗ったという。それが市中の評判となり、かしくの登場する浄瑠璃や歌舞伎などもつくられて注目を集めた。
かしくの死後、墓はゆかりの法清寺に立てられた。かしくが処刑の直前、「死して後も、酒で苦しむ人々の守り神たらん」との誓願を立てたと言い伝わっていたこともあり、いつもころからか「かしくの墓石をかき取り、煎じて飲めば酒乱が治る」との噂が立ち、禁酒・断酒を願う者たちが大勢参拝するようになった。墓石はあまりにも頻繁に削り取られたために細く小さくなり、現在では鞘堂に納められている。そして、その鞘堂を覆う形で小堂が建てられている。

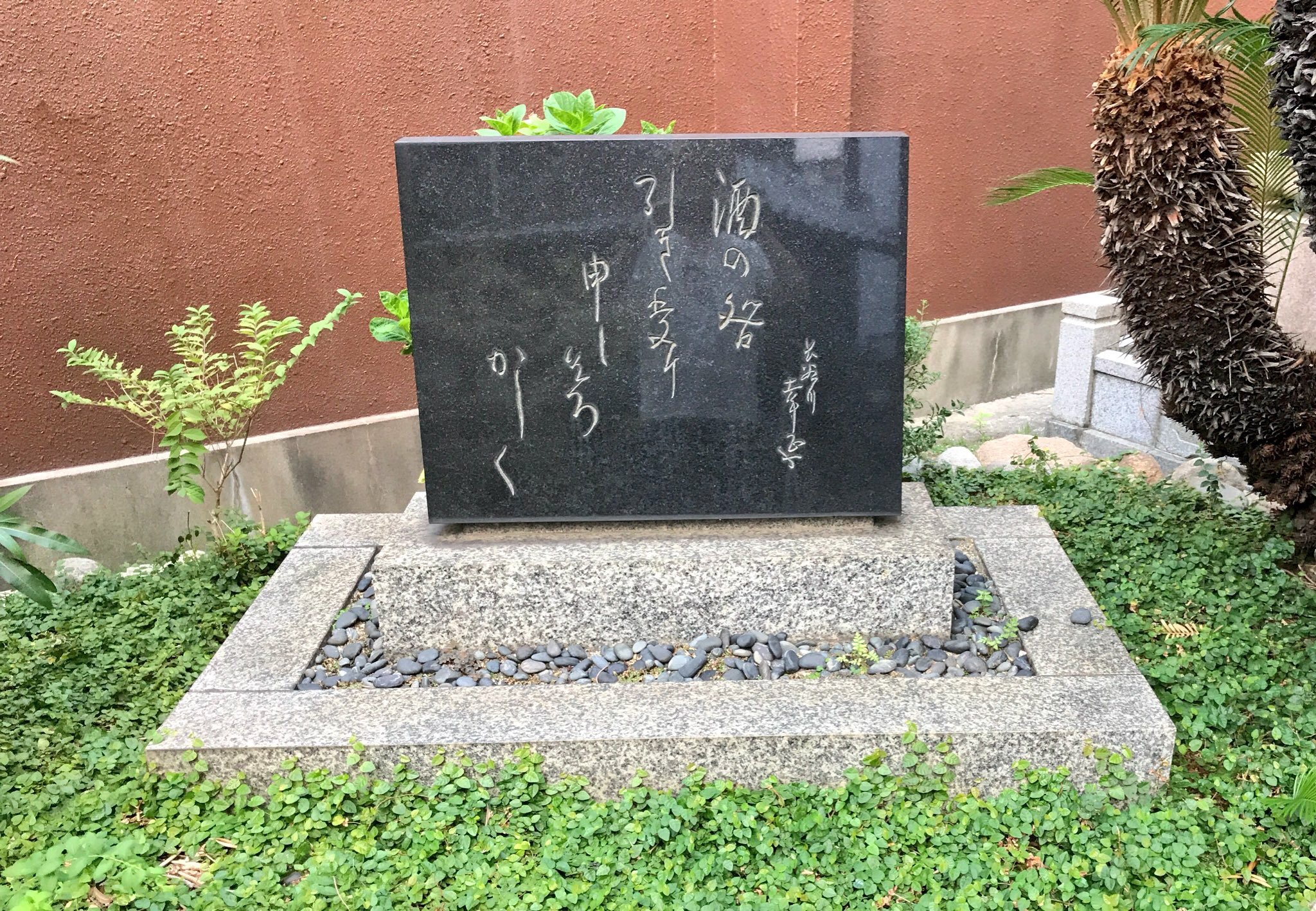
境内にあるかしくの歌碑

## かしく祭
法清寺では、かしくの祥月命日である毎年3月18日に「かしく祭」を催行している。参拝者は誰でも参加できるので、浪花の春の風物詩として広く親しまれている。
正午から法要が厳修され、終了次第、上方舞や邦楽などの芸能奉納が行われる。
芸能奉納の世話人は上方文化評論家の福井栄一が務めている。

## 交通
- JR東西線「北新地駅」下車、徒歩約10分。